# Calyptorhynchus
Calyptorhynchus és un gènere d'ocells de la família dels cacatuids (Cacatuidae ).

## Llista d'espècies
Tradicionalment s'han inclòs 5 espècies dins aquest gènere, en dos subgèneres que recentment alguns autors han considerat gèneres diferents.
- Subgènere Calyptorhynchus (Desmarest, 1826):
  - cacatua negra crestada (Calyptorhynchus banksii).
  - cacatua negra de Latham (Calyptorhynchus lathami).
- Subgènere Zanda (Mathews 1913):
  - cacatua negra becllarga (Calyptorhynchus baudinii).
  - cacatua negra cuagroga (Calyptorhynchus funereus).
  - cacatua negra beccurta (Calyptorhynchus latirostris).